# Chris O'Dowd
Chris O'Dowd (Sligo, 9 de octubre de 1979) es un comediante y actor irlandés. Conocido por su papel de Roy Trenneman en la serie británica The IT Crowd, así como también en el papel del Oficial Nathan Rhode en la película Bridesmaids (2011), y el reconocimiento por el papel de Sean Murphy en Moone Boy.

## Biografía
O'Dowd nació en Sligo y creció en Boyle, condado de Roscommon, Irlanda. Se graduó en el Universy College Dublin y posteriormente asistió a la Academia de Música y Arte Dramático de Londres. Contribuyó con The University Observer y fue miembro activo de UCD Dramsoc y de la Sociedad Histórica y Literaria. En agosto de 2012 contrajo matrimonio con la presentadora y escritora inglesa Dawn Porter.
Ha protagonizado la comedia The IT Crowd del Canal 4, Roman's Empire de la BBC, Red Cap y el premiado drama-documental The Year London Blew Up. También ha aparecido en la televisión Irlandesa, con un papel protagonista en el drama de la RTÉ One 'The Clinic' y en el drama Showbands alongside Kerry Katona. O'Dowd participó en How to Lose Friends & Alienate People con un rol menor. Perteneció al reparto de la serie de televisión americana Girls. 
O'Dowd ha participado en varias películas, incluyendo el filme de 2005 Festival donde encarnó al comediante Tommy O'Dwyer, un papel por el cual ganó un Premio Scottish BAFTA, y un papel pequeño en Vera Drake. Después de eso participó en Bridesmaids (2011), The Sapphires (2012), Epic (2013), The Double (2013), Thor: The Dark World (2013) o Calvary (2014).
Desde 2012 a 2015, participó en la serie Moone Boy en el papel de Sean Murphy. Luego puso la voz a un personaje de la serie Monsters vs. Aliens, apareció en Family Tree y es el narrador de Puffin Rock. En 2017 tiene el papel protagonista de Miles Daly en Get Shorty.
Más tarde apareció en otras películas como Miss Peregrine's Home for Peculiar Children (2016). Ya en 2017 rodó La increíble Jessica James, Loving Vincent, o Molly's Game, y en 2018 hizo la voz de Tigger en la película de Disney Christopher Robin.

## Filmografía

### Cine
| Año  | Título                                       | Papel                    |
| ---- | -------------------------------------------- | ------------------------ |
| 2003 | Conspiracy of Silence                        | James                    |
| 2004 | El secreto de Vera Drake                     | Sid's customer           |
| 2004 | Shaun of the Dead                            | Zombi                    |
| 2005 | Festival                                     | Tommy O'Dwyer            |
| 2007 | Hotel Very Welcome                           | Liam                     |
| 2008 | How to Lose Friends and Alienate People      | Post Modern Review staff |
| 2009 | The Boat That Rocked                         | "Simple" Simon Swafford  |
| 2009 | Frequently Asked Questions About Time Travel | Ray                      |
| 2010 | Hippie Hippie Shake                          | Felix Dennis             |
| 2010 | Dinner for Schmucks                          | Marco                    |
| 2010 | Gulliver's Travels                           | General Edward Edwardian |
| 2011 | Bridesmaids                                  | Oficial Nathan Rhodes    |
| 2011 | Friends with Kids                            | Alex                     |
| 2012 | 3,2,1... Frankie Go Boom                     | Bruce                    |
| 2012 | The Sapphires                                | Dave                     |
| 2012 | This Is 40                                   | Ronnie                   |
| 2013 | Epic                                         | Grub (voz)               |
| 2013 | The Double                                   | Nurse                    |
| 2013 | Thor: The Dark World                         | Richard                  |
| 2014 | Calvary                                      | Jack Brennan             |
| 2014 | Cuban Fury                                   | Drew                     |
| 2014 | St. Vincent                                  | Brother Geraghty         |
| 2015 | The Program                                  | David Walsh              |
| 2016 | Mascots                                      | Tommy (The Fist)         |
| 2016 | Miss Peregrine's Home for Peculiar Children  | Franklin Portman         |
| 2017 | La increíble Jessica James                   | Boone                    |
| 2017 | Love After Love                              | Nicholas                 |
| 2017 | Loving Vincent                               | Postman Roulin           |
| 2017 | Molly's Game                                 | Douglas Downey           |
| 2018 | Juliet, Naked                                | Duncan                   |
| 2018 | The Cloverfield Paradox                      | Mundy                    |
| 2018 | Christopher Robin                            | Tigger (voz)             |
| 2019 | How to Build a Girl                          | Alan Wilko Wilkinson     |
| 2021 | The Starling                                 | Jack Maynard             |

### Televisión
| Año             | Título                          | Papel                               | Notas                                                      |
| --------------- | ------------------------------- | ----------------------------------- | ---------------------------------------------------------- |
| 2003            | Red Cap                         | Bernie Maddox                       | episodio: "Crush"                                          |
| 2003–2005       | The Clinic                      | Brendan Davenport                   | 18 episodios                                               |
| 2005            | The Year London Blew Up: 1974   | Dowd                                | Telefilme                                                  |
| 2006            | Showbands II                    | Mervin Mooney                       | Telefilme                                                  |
| 2006            | The Amazing Mrs Pritchard       | Headmaster                          | 2 episodios                                                |
| 2006            | Doc Martin                      | Jonathan Crozier                    | episodio: "On the Edge"                                    |
| 2006–2010, 2013 | The IT Crowd                    | Roy Trenneman                       | Protagonista - 25 episodios                                |
| 2007            | Roman's Empire                  | Jase                                | 5 episodios                                                |
| 2009            | FM                              | Lindsay                             | 6 episodios                                                |
| 2010            | Little Crackers                 | Él mismo / Santa Claus              | episodio: "Chris O'Dowd's Little Cracker: Capturing Santa" |
| 2011            | The Crimson Petal and the White | William Rackham                     | 4 episodios                                                |
| 2011–2012       | Family Guy                      | Butler / Contestant / Guard (voces) | 2 episodios                                                |
| 2012–2013       | Girls                           | Thomas John                         | 5 episodios                                                |
| 2012–2015       | Moone Boy                       | Sean Murphy                         | 18 episodios; Creador, escritor, productor y director      |
| 2013–2014       | Monsters vs. Aliens             | Dr. Cockroach (voz)                 | 26 episodios                                               |
| 2013            | Family Tree                     | Tom Chadwick                        | 8 episodios                                                |
| 2015–2016       | Puffin Rock                     | Narrador                            | 39 episodios                                               |
| 2017–presente   | Get Shorty                      | Miles Daly                          | Protagonista - 27 episodios                                |
| 2019–presente   | State of the Union              | Tom                                 | Protagonista - 10 episodios                                |
| 2025            | Black Mirror                    | Welder                              | Coprotagonista en el episodio "Common People"              |

### Teatro
| Año  | Título          | Papel        | Teatro           |
| ---- | --------------- | ------------ | ---------------- |
| 2014 | Of Mice and Men | Lennie Small | Longacre Theatre |

## Premios y nominaciones
| Año  | Título                          | Premios                                                        | Resultado |
| ---- | ------------------------------- | -------------------------------------------------------------- | --------- |
| 2005 | Festival                        | BAFTA Scotland Award for Best Actor in a Scottish Film         | Ganador   |
| 2005 | The Clinic                      | IFTA Award for Best Supporting Actor in Television             | Nominado  |
| 2007 | Showbands II                    | IFTA Award for Best Supporting Actor in Television             | Nominado  |
| 2011 | Bridesmaids                     | IFTA Award for Best Supporting Actor                           | Ganador   |
| 2011 | Bridesmaids                     | Anexo:Premio del Sindicato de Actores al mejor reparto         | Nominado  |
| 2011 | Bridesmaids                     | Anexo:Premio de la Crítica Cinematográfica al mejor reparto    | Nominado  |
| 2011 | Bridesmaids                     | Phoenix Award for Best Ensemble Acting                         | Nominado  |
| 2012 | The Sapphires                   | AACTA Award for Best Actor in a Leading Role                   | Ganador   |
| 2012 | The Crimson Petal and the White | IFTA Award for Best Actor in Television                        | Nominado  |
| 2013 | Moone Boy                       | International Emmy Award for Best Comedy Series                | Ganador   |
| 2013 | Moone Boy                       | IFTA Award for Best Entertainment Programme                    | Ganador   |
| 2013 | Moone Boy                       | Broadcasting Press Guild Award for Best Multichannel Programme | Nominado  |
| 2013 | Moone Boy                       | IFTA Award for Best Script Drama                               | Nominado  |
| 2013 | Moone Boy                       | IFTA Award for Best Supporting Actor in Television             | Nominado  |
| 2014 | Moone Boy                       | IFTA Award for Best Actor in Television                        | Nominado  |
| 2014 | Of Mice and Men                 | Tony Award for Best Actor in a Play                            | Nominado  |
| 2014 | Of Mice and Men                 | Drama Desk Award for Outstanding Actor in a Play               | Nominado  |

## Libros
- Moone Boy: The Blunder Years, Chris O'Dowd and Nick V. Murphy (2015)
- Moone Boy: The Fish Detective, Chris O'Dowd and Nick V. Murphy (2016)